# 戴維治·華盛頓
戴維治·華盛頓·迪蘇沙·歐真尼奧（葡萄牙語：Deivid Washington de Souza Eugênio，2005年6月5日—）是一名巴西職業足球員，司職前鋒，現效力巴甲球隊山度士（英超球會車路士外借）。

## 球會生涯

### 山度士
戴維治於戈亚斯州伊通比亚拉出生，並在八歲時於甘美奧開始足球生涯，並在三年後經前巴西國腳引薦後轉投山度士。
2021年8月9日，戴維治與山度士簽下了首張職業合約，為期三年。合約據報設有金額達1億巴西雷亚尔的解約金。他在該賽季亦開始為球會的U20梯隊上陣。在接下來的2022賽季，戴維治以16個入球成為巴西聖保羅州U17聯賽的神射手，並在各項比賽為U20梯隊射入共17個入球。
戴維治在2023賽季開始時成為U20梯隊的重要球員。他在山度士於聖保羅州聯賽出局後開始參與一隊訓練，並在4月5日對陣邦明的南美球會盃賽事中首次被列入比賽名單，但並未上陣。
2023年4月11日，戴維治在對陣保地花高SP的巴西盃比賽中上演生涯地標戰，在比賽末段後備入替馬高斯·里安納度，球隊最終以2–0勝出。山度士於同月17日與戴維治續約三年至2026年。他在5月10日射入職業生涯首個入球，協助球隊於聯賽以3–0擊敗巴希亞。

### 車路士
2023年8月24日，英超球會車路士宣布從山度士簽入戴維治，他簽下一紙為期七年的合約，並設有續約一年的選項。同年10月28日，他在球隊對陣賓福特的0–2敗仗中上演地標戰。

## 生涯統計
最後更新：2024年1月6日
| 效力球會 | 球季     | 聯賽     | 聯賽 | 聯賽 | 國家盃賽 | 國家盃賽 | 聯賽盃賽 | 聯賽盃賽 | 洲際賽事 | 洲際賽事 | 其他 | 其他 | 總計 | 總計 |
| 效力球會 | 球季     | 聯賽     | 上陣 | 入球 | 上陣     | 入球     | 上陣     | 入球     | 上陣     | 入球     | 上陣 | 入球 | 上陣 | 入球 |
| -------- | -------- | -------- | ---- | ---- | -------- | -------- | -------- | -------- | -------- | -------- | ---- | ---- | ---- | ---- |
| 山度士   | 2023     | 巴甲     | 9    | 2    | 3        | 0        | —        | —        | 4        | 0        | —    | —    | 16   | 2    |
| 車路士   | 2023–24  | 英超     | 1    | 0    | 1        | 0        | 0        | 0        | —        | —        | —    | —    | 2    | 0    |
| 生涯總計 | 生涯總計 | 生涯總計 | 10   | 2    | 3        | 0        | 1        | 0        | 4        | 0        | 0    | 0    | 18   | 2    |

1. ↑  於南美球會盃賽事上陣。

## 榮譽

### 球會
山度士青年隊
- 巴西聖保羅州U20聯賽（葡萄牙语：Campeonato Paulista de Futebol Sub-20）：2022